# جاك موران (ملاكم)
جاك موران (بالإنجليزية: Jack Moran)‏ مواليد 4 يوليو 1894 - الوفاة 4 نوفمبر 1966، كان ملاكم محترف أمريكي صنّف ضمن فئة الوزن الثقيل.

## إحصائيات
خاض خلال مسيرته 29 نزالا، فاز في 4 وتعادل في 3 وخسر في 22. فاز بالضربة القاضية في نزال واحد.

## روابط خارجية
- جاك موران على موقع بوكس ريك (الإنجليزية) (registration required)